# Wyspa Amunda Ringnesa
Wyspa Amunda Ringnesa – jedna z wysp archipelagu Wysp Sverdrupa w kanadyjskim terytorium Nunavut. Znajduje się na wschód od Wyspy Ellefa Ringnesa i na zachód od Wyspy Axela Heiberga. Powierzchnia wyspy wynosi 5255 km², co do wielkości jest ona więc 111. na świecie i 25. w Kanadzie. Między Wyspą Amunda Ringnesa a Wyspą Ellefa Ringnesa znajduje się Hassel Sound. Na północy leży Kanał Peary'ego. Wyspa została nazwana przez Otto Sverdrupa na cześć browarnika z Oslo, Amunda Ringnesa, jednego ze sponsorów jego ekspedycji. Norwegia rościła sobie prawo do wyspy od roku 1902 do 1930, kiedy roszczenia zostały odwołane.